# 선제후

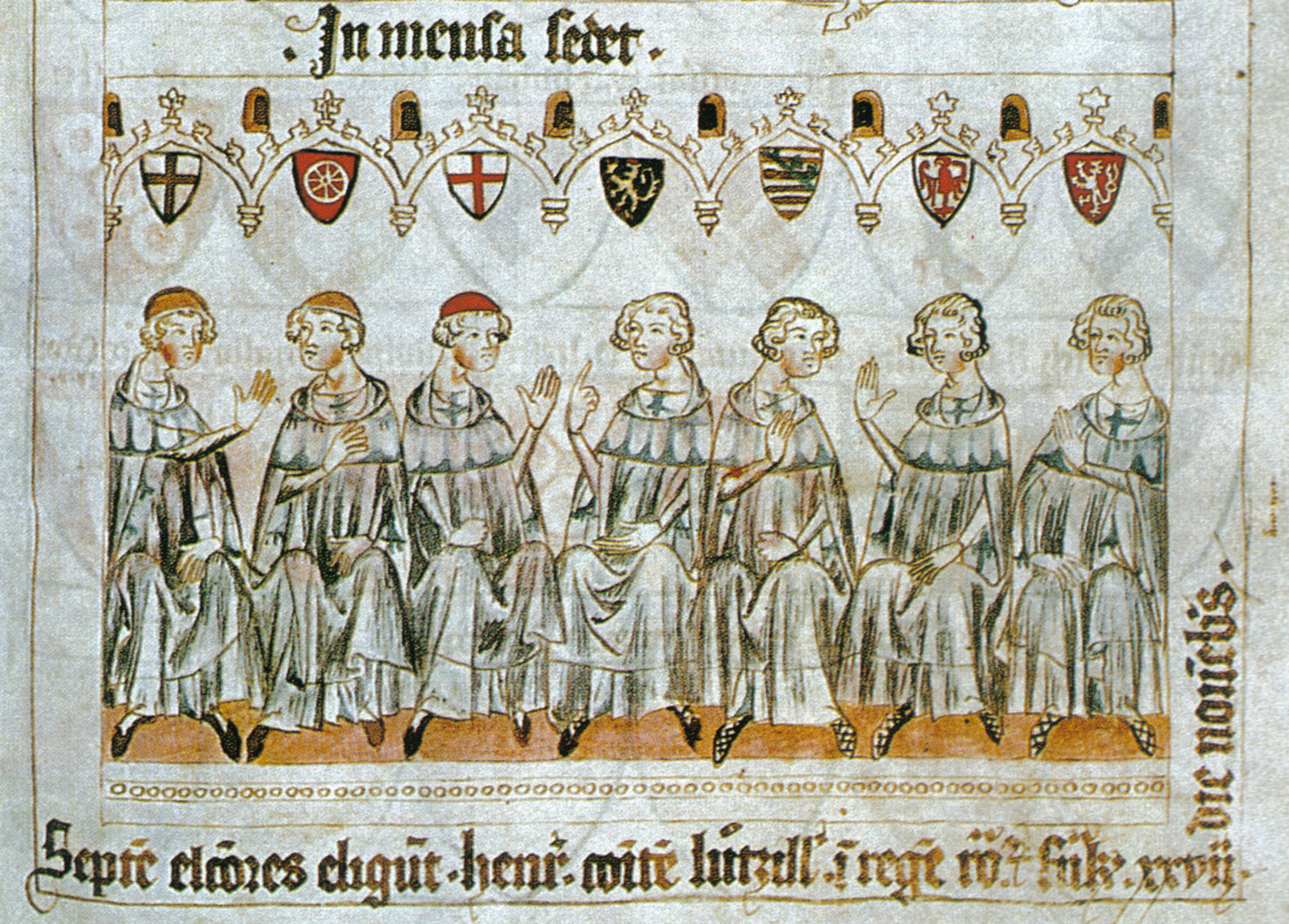
선제후 회의 삽화 (왼쪽에서 오른쪽으로: 쾰른 대주교, 마인츠 대주교, 트리어 대주교, 라인 궁중백, 작센 공, 브란덴부르크 변경백 그리고 보헤미아 국왕)

선제후(라틴어: Princeps Elector 프린켑스 엘렉토르[*], 독일어: Kurfürst 쿠르퓌르스트[*])는 신성 로마 제국 황제를 선정하는 역할을 하였던 신성로마제국의 선거인단이다. 선거후라고도 한다. 선제후는 백작, 공작 그리고 대공과 같이 대단히 높은 직책을 맡고 있었으며, 위계상 신성로마제국의 봉건 제후들 가운데 왕 또는 황제 다음으로 높았다.

## 개요
신성로마제국은 원칙적으로는 선거로 군주를 뽑는 규정을 갖고 있었지만, 실질적으로는 15세기까지 줄곧 대개 오스트리아의 합스부르크 왕조 출신의 서거한 선대 황제의 아들 가운데 맏이가 무난히 제위를 물려받았다. 이처럼 대개 선거라는 게 형식에 불과하였음에도, 선거를 통과하지 않고서는 제위를 합법적으로 상속받지 못한 것으로 보았기 때문에 선거를 통하지 않은 군주는 그 스스로 ‘황제’라 칭할 수 없었다.
그런데 형식적으로 선제후들이 갖춘 게 황제 선거권이 아닌 독일왕의 선거권일 뿐이었다(그 때문에 선제후가 아닌 선정후라고 부르는 사람도 있다). 사실상 독일의 왕이 곧 신성로마제국의 황제나 마찬가지였지만, 그래도 교황의 공식적인 추대가 없으면 신성로마제국의 황제로 불리지 않았으며, 추대 전까지는 로마왕이라고 불렀다. 덧붙여 카를 5세는 교황이 직접 왕관을 씌워 준 마지막 황제였으며, 이후로는 오직 선거에서 당선된 사람만이 황제가 되었다(독일어: erwählter Römischer Kaiser; 라틴어: electus Romanorum imperator).
그러나 제국의 제후들 가운데 선제후에 속하는 자들은 선출권 외에도 그들의 선제후라는 직함과 관련하여 달리 또 특권을 갖는 것은 허가되지 않았다. 비록 원칙적으로 귀족의 직위는 없었지만(요컨대 공작, 변경백 또는 궁중백 등 봉건제도상의 직함을 추가로 소지했다) 선제후로서의 위치는 매우 막강하였다.
황제 선거는 1198년부터 1806년까지 행해졌다. 1198년, 독일 왕권을 둘러싸고 내전이 격화되는 것을 염려한 교황 인노첸시오 3세에 의하여, 라인강 유역의 네 명의 선제후들, 즉 마인츠 대주교, 쾰른 대주교, 트리어 대주교, 라인 궁중백의 동의 없이는 왕위에 오를 수 없다고 정하였다. 1257년부터는 앞의 네 명과 작센 공작, 브란덴부르크 변경백까지 합쳐 총 여섯 명이 선제후 회의에 참석하였으며, 1289년에는 보헤미아 국왕까지 더해져 총 일곱 명이 되었다. 1356년에 카를 4세가 반포한 금인칙서에 따라 7선제후 제도와 다수결제가 법적으로 확정되었다. 덧붙여 라인 궁중백의 선거권은 바이에른 공작과 교대로 행사되었다.

## 구성
- 성직제후 (3)
  - 마인츠 대주교
  - 트리어 대주교
  - 쾰른 대주교
- 세속제후 (4)
  - 보헤미아 국왕(훗날 오스트리아의 대공)
  - 브란덴부르크 변경백(훗날 프로이센 왕)
  - 팔츠 선제후국 (1623년 30년 전쟁 이후 바이에른 공작 막시밀리안 1세에게 선제후로서의 권리가 넘어가지만 1648년 베스트팔렌 조약 이후 선제후권 부활)
  - 작센 공
- 추가된 제후 (2)
  - 바이에른 공국 (30년 전쟁 초기 보헤미아 왕위 계승 전쟁 때 공을 세운 대가로 신성 로마 황제 페르디난트 2세가 팔츠가의 선거권을 박탈 하고 부여, 베스트팔렌 조약 이후에도 선거권 유지)
  - 하노버 공(1692년 레오폴트 1세에 의해 권한 부여), 1714년 이후 영국 왕 겸임.
- 7년 전쟁 이후의 변동 (-1, +4)[1]
  - 라인 궁중백이 선제후 지위에서 퇴출
  - 잘츠부르크 대공이 선제후가 됨. 이후 뷔르츠부르크 대공이 됨
  - 바덴 변경백이 선제후가 됨
  - 뷔르템베르크 공이 선제후가 됨
  - 헤센카셀 방백이 선제후가 됨

## 같이 보기
- 선거군주제